# Вернер Бендер
Вернер Бендер (нім. Werner Bender; 28 жовтня 1916, Штутгарт — 17 жовтня 1943, Атлантичний океан) — німецький офіцер-підводник, капітан-лейтенант крігсмаріне.

## Біографія
3 квітня 1936 року вступив на флот. З червня 1939 року служив в 3-му морському навчальному дивізіоні, з лютого 1940 року — в навчальному дивізіоні підводних човнів. З квітня 1940 року — кадетський офіцер на навчальному коралі «Сілезія». З серпня 1940 року — писар і сигнальний офіцер на лінкорі «Бісмарк». В січні-травні 1941 року пройшов курс підводника. З 8 липня 1941 по квітень 1942 року — 1-й вахтовий офіцер на підводному човні U-161, після чого пройшов курс командира човна. З 6 лютого 1943 року — командир U-841. 4 жовтня 1943 року вийшов у свій перший і останній похід. 17 жовтня U-841 був потоплений в Північній Атлантиці східніше мису Фарвель (59°57′ пн. ш. 31°06′ зх. д.) глибинними бомбами британського фрегата «Бйард». 27 членів екіпажу були врятовані, 27 (включаючи Бендера) загинули.

## Звання
- Кандидат в офіцери (3 квітня 1936)
- Морський кадет (10 вересня 1936)
- Фенріх-цур-зее (1 травня 1937)
- Оберфенріх-цур-зее (1 липня 1938)
- Лейтенант-цур-зее (1 жовтня 1938)
- Оберлейтенант-цур-зее (1 жовтня 1940)
- Капітан-лейтенант (1 квітня 1943)

## Нагороди
- Нагрудний знак флоту (28 жовтня 1941)
- Залізний хрест 2-го класу (1942)
- Нагрудний знак підводника (3 квітня 1942)